# Manolita Espinosa
Manuela Espinosa López (Almagro, Ciudad Real, 26 de abril de 1935 murió 21 de marzo de 2025), más conocida como Manolita Espinosa, fue una ensayista, escritora y poetisa española.

## Premios y reconocimientos
- Corona de laurel, en categoría de plata, concedido por la Academia Internacional de Pontzen de Ciencias, Artes y Letras, en el año 1982.[2]
- Placa de Reconocimiento al Mérito Regional, otorgada en el año 2007 por la Junta de Comunidades de Castilla-La Mancha.[3]
- Premio Campo de Calatrava 2012.[4]

## Obras
- La voz del país amado (1979, Caja rural de Ciudad Real, ISBN 84-500-3201-6).
- Veleta del sur (1997, Diputación Provincial de Albacete, ISBN 978-84-89659-15-5).
- Temblor justo de un tiempo de amapolas (1995, Ediciones Cardeñoso, ISBN 978-84-8190-040-8)
- Silencio desvelado (2009, Editorial Corona del Sur, ISBN 978-84-92741-16-8)
- Preludio y camino (1999, Ediciones Cardeñoso, ISBN 978-84-8190-159-7)
- Poemas en la luz de amor (2005, Editorial Corona del Sur, ISBN 978-84-96315-67-9)
- Poemas de los cinco sentidos (2007, Diputación Provincial de Albacete, ISBN 978-84-7789-239-7)
- Esquejes en la orilla (1991, Rocamador, ISBN 978-84-7205-025-9)
- Encaje de bolillo y blondas en la ciudad de Almagro (1989, Museo de Ciudad Real, ISBN 978-84-505-8517-9)
- Bibliolandia : la isla de los caminos sin fin (2009, Ediciones Idea, ISBN 978-84-8382-903-5)
- Corral de comedias en el siglo XX : aproximación a la historia (1997, Ayuntamiento de  Almagro, ISBN 978-84-922715-0-4)
- La flauta de Hamelín tiene colores (Voz y canto de las calles), Editorial Hilos de emociones, Huelva, 2016